# Patrick Pemberton
Pour les articles homonymes, voir Pemberton.
Patrick Alberto Pemberton Bernard, ou simplement Patrick Pemberton, né le 24 avril 1982 à Puerto Limón au Costa Rica, est un footballeur international costaricien au poste de gardien de but. 
Il compte 34 sélections en équipe nationale depuis 2010. Il joue actuellement pour le club costaricien du LD Alajuelense.